# 比比 (伊利諾伊州)
比比（英語：Bybee）是位於美國伊利諾伊州富爾頓縣的一個鬼鎮。由於此地已於1920年代被荒廢，本地已無人居住。

## 地理
比比的座標為40°35′52″N 90°11′05″W / 40.59778°N 90.18472°W，而該地的平均海拔高度為208米（即682英尺）。